# Berriasellinae
Berriasellinae es una subfamilia de amonitas perisfinctoides del Jurásico muy tardío y del Cretácico muy temprano en la familia Neocomitidae. Berriasellinae comprende géneros evolutos generalmente comprimidos, típicamente con nervaduras furcadas, y en algunas una banda ventral suave o surco. Berriasellinae se derivan de Ataxioceratidae y dieron lugar a los otros Neocomitidae. Los Himalayitidae de vida corta del Jurásico superior tienen una apariencia similar pero difieren en ser generalmente más anchos y tener nervaduras más afiladas.
En las clasificaciones actuales (por ejemplo, Donovan et al. 1981), los perisfinctaceos berriasélidos se incluyen en Neocomitidae como una subfamilia, Berriasellinae. En clasificaciones más antiguas, como el Tratado de Paleontología de Invertebrados, parte L (1957) , los géneros neocomítidos se incluyen en Berriasellidae, sensu lato, como Neocomitinae.
Berriasellinae incluye los géneros Andiceras, Berriasella, Blanfordiceras, Delphinella, Elenaella, Jabronella, Parandiceras, Raimondiceras, Subalpinites, Substeueroceras y Tirnovella.